# Схрейерсторен
Башня Схрейерсторен (нидерл. Schreierstoren) — бывшая крепостная башня в Амстердаме.
Построена в 1487 году и получила название Schrayershoucktoren (от слова schray — острый), так как городская стена в этом месте поворачивала под острым углом. Со временем была придумана легенда, что название башни происходит от schreien — плакать и означает «башня плача», так как на этом месте женщины прощались с мужьями, уходившими в плавание на кораблях Ост-Индской компании. Башня в 1966 году отреставрирована, и после реставрации в ней находится кафе.
На северо-восточной стене башни в сентябре 1927 года установлена памятная доска, свидетельствующая о том, что отсюда 4 апреля 1609 года Генри Хадсон по поручению Ост-Индской компании отправился в экспедицию в Америку с целью найти западный путь в Индию. Результатом экспедиции стало описание Атлантического побережья Северной Америки от Ньюфаундленда до Нью-Йорка, открытие острова Манхэттен и реки, ныне носящей название Гудзон. Доска была установлена по инициативе Исторического общества Гринвич-Виллидж в Нью-Йорке.